# Số Leyland
Theo lý thuyết số, số Leyland là một số có dạng
{\displaystyle x^{y}+y^{x}}
Trong đó x và y là các số nguyên lớn hơn 1. Chúng được đặt theo tên của nhà toán học Paul Leyland. Một vài số Leyland đầu tiên là
8, 17, 32, 54, 57, 100, 145, 177, 320, 368, 512, 593, 945, 1124 (dãy số A076980 trong bảng OEIS)     .
Điều kiện x và y đều lớn hơn 1 là quan trọng, vì nếu không có nó, mọi số nguyên dương sẽ là một số Leyland có dạng {\displaystyle x^{1}+1^{x}}. Ngoài ra, do tính chất giao hoán của phép cộng, điều kiện x ≥ y thường được thêm vào để tránh trùng lặp tập hợp các số Leyland (vì vậy có 1 < y ≤ x ).

## Số nguyên tố Leyland
Số  nguyên tố Leyland là một số vừa là số Leyland vừa là số nguyên tố. Một vài số nguyên tố Leyland đầu tiên là:
17, 593, 32993, 2097593, 8589935681, 59604644783353249, 523347633027360537213687137, 43143988327398957279342419750374600193, ... (dãy số A094133 trong bảng OEIS)
tương ứng với
32 +23, 92 +29, 152 +215, 212 +221, 332 +233, 245 +524, 563 +356, 3215 +1532 . 
Người ta cũng có thể cố định giá trị của y và xem xét chuỗi các giá trị x tạo ra các số nguyên tố Leyland, ví dụ x 2 + 2 x là số nguyên tố đối với x = 3, 9, 15, 21, 33, 2007, 2127, 3759 ,. . . (  A064539 ).

Có một dự án được gọi là XYYXF để phân tích các số Leyland là hợp số . 

Hiện tại, số Leyland lớn nhất có thể là số nguyên tố là 81650 54369 +54369 81650 (386.642 chữ số). Số này được tìm thấy bởi Yusuf AttarBashi, vào tháng 6 năm 2021. 

## Số Leyland thuộc loại thứ hai
Số Leyland thuộc loại thứ hai là số có dạng
{\displaystyle x^{y}-y^{x}}
Trong đó x và y là các số nguyên lớn hơn 1. Những con số đầu tiên như vậy là:
0, 1, 7, 17, 28, 79, 118, 192, 399, 431, 513, 924, 1844, 1927, 2800, 3952, 6049, 7849, 8023, 13983, 16188, 18954, 32543, 58049, 61318, 61440, 65280, 130783, 162287, 175816, 255583, 261820, ... (dãy số A045575 trong bảng OEIS)
Số nguyên tố Leyland thuộc loại thứ hai là số vừa là số Leyland thuộc loại thứ hai, vừa là số nguyên tố. Một vài số đầu tiên như vậy là:
7, 17, 79, 431, 58049, 130783, 162287, 523927, 2486784401, 6102977801, 8375575711, 13055867207, 83695120256591, 375700268413577, 2251799813682647, ... (dãy số A123206 trong bảng OEIS)